# 720'erne
Århundreder: 7. århundrede – 8. århundrede – 9. århundrede
Årtier: 670'erne 680'erne 690'erne 700'erne 710'erne – 720'erne – 730'erne 740'erne 750'erne 760'erne 770'erne
År: 720 721 722 723 724 725 726 727 728 729